# Henrik Gerner von Schmidten
Henrik Gerner von Schmidten (født 11. februar 1799 gården Williamsborg ved Vejle, død 16. juli 1831 på St. Croix) var en dansk matematiker.

## Liv og gerning
Han var søn af Johan Frederik von Schmidten (død 1830) og Christiane Elisabeth født Harboe (død 1846), er født 11. februar 1799 på sin faders gård Williamsborg ved Vejle. Efter at have modtaget undervisning i hjemmet blev han kadet på Artillerikadetinstituttet, hvilket valg formentlig hænger sammen med hans lyst til at lære matematik, et emne som han først havde lært at kende ved en artilleriofficer. I 1816 blev han sekondløjtnant. Han blev tidlig bekendt med matematikerne Carl Ferdinand Degen og Augustus Krejdal. Efter den førstes råd gav han sig til at lære latin og græsk; den overanstrengelse, som foreningen heraf med garnisonstjenesten og undervisning af kadetter og studenter i matematik foranledigede, menes at have fremkaldt hans senere brystsvaghed. At samtidig matematikken ikke blev forsømt, viste han ved et arbejde om lineære differentialligninger (1819), som ikke alene belønnedes med Videnskabernes Selskabs sølvmedalje og af dette blev udgivet på fransk, men tillige skaffede ham offentlig understøttelse til en studierejse i udlandet (1820-24).
Efter et besøg i Gøttingen hos Gauss opholdt han sig navnlig i længere tid i Paris, hvor han var heldig med at få adgang både hos matematikere, deriblandt Laplace, og i andre kredse, navnlig hos dyrkere af statsvidenskaben. En påfaldende ydre lighed med Napoleon hjalp til at vække en opmærksomhed, som han dernæst ved sine personlige egenskaber kunne fastholde. Efter sin hjemkomst underkastede han sig en udvidet magisterkonferens, som tillige trådte i stedet for de lavere universitetseksaminer, erhvervede i 1825 magistergraden ved et arbejde om rækker og bestemte integraler og blev straks derefter lektor og i 1827 ekstraordinær professor i matematik ved universitetet, samtidig med at han afskedigedes i nåde af krigstjenesten. I 1829 blev han tillige lærer i matematik ved Polyteknisk Læreanstalt og ved kursus for videregående søofficerer. I 1825 blev han medlem af Videnskabernes Selskab.
I 1831 bragte en blodstyrtning ham til at gensøge sit helbred ved en rejse til Vestindien, men han døde 16. juli samme år kort efter ankomsten til St. Croix, inden han nåede til en på St. Thomas bosat broder.

## Matematisk forskning
Henrik Gerner von Schmidten var en åndfuld matematiker med selvstændige ideer; nogle af disse har han dog kun nået at antyde i Videnskabernes Selskabs oversigter. Hans mere gennemførte arbejder foruden de alt anførte findes i selskabets skrifter og i Joseph Diaz Gergonnes Annales de mathématiques. Som eksempel på hans tanker kan nævnes bestræbelsen efter at udtrykke de ved en differentialligning af en vis orden bestemte funktioner på en måde, for hvilken løsning af en ligning af 2. grad ved kædebrøk dannede forbilledet. Den afhængige variabel udtryktes nemlig ved sig selv ved hjælp af integraler af ligninger af lavere orden.
Fra hans lærervirksomhed foreligger en meget kortfattet ledetråd ved forelæsninger over aritmetik og algebra (1829), hvor emnet behandles meget selvstændig; den elementære algebra indbefattes i en videregående lære om algebraiske funktioner.

## Betydning
Trods sit stilfærdige og beskedne væsen fik han både ved sin tankerigdom og ved sin venlige imødekommen megen indflydelse på sine disciple, deriblandt Christian Ramus, Christian Jürgensen og Ludvig Sophus Fallesen, der konkurrerede om hans plads efter hans tidlige død. Hans mangesidige interesser og hans vindende personlighed gjorde ham også afholdt i de københavnske kredse, hvor da det rigeste åndsliv bevægede sig, som hos H.C. Ørsted, Johan Ludvig Heiberg og Frederik Christian Sibbern.
Han var medstifter og flittig medarbejder i forskellige retninger af Maanedsskrift for Litteratur. En Kort Fremstilling af Matematikkens Væsen og Forhold til andre Videnskaber (1827) giver hans forening af forskellige interesser udtryk.

## Forfatterskab
- Ledetraad ved Forelæsninger over Aritmetik og Algebra (1829)
- Kort Fremstilling af Matematikkens Væsen og Værd og Forhold til andre Videnskaber (1827).